# Sublevación de Carmen de Patagones
La Sublevación de Carmen de Patagones fue un levantamiento promovido por un grupo de prisioneros realistas españoles con el concurso de la población el 21 de abril de 1812 e implicó la pérdida del control de esa plaza fortificada por parte del gobierno revolucionario de Buenos Aires hasta su recuperación en 1814.

## Antecedentes

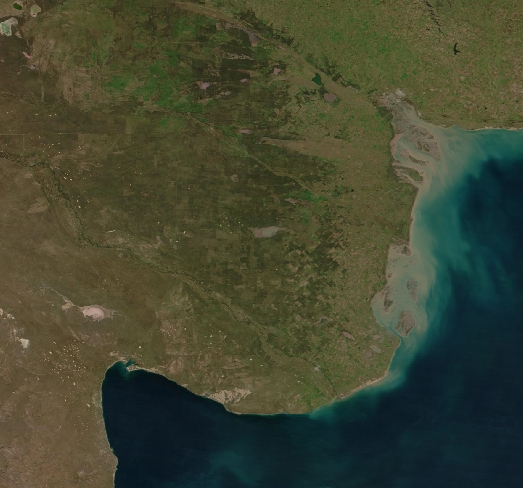
Área de Patagones.

Durante los últimos años del período colonial los españoles mantenían como presidios la isla Martín García (en el Río de la Plata y cercana a la capital) y de manera secundaria la remota isla Soledad en las Malvinas. Sin embargo, en ocasiones y fundamentalmente por motivaciones políticas se utilizaba como sitio de detención el fuerte de Carmen de Patagones, sin la peligrosa cercanía de Martín García ni la lejanía e inclemencia de las Malvinas.
Cuando fracasó en Buenos Aires el golpe del 1 de enero de 1809, encabezado por Martín de Álzaga, el virrey Liniers decidió confinar a Patagones al cabecilla y a los principales partícipes, los cabildantes Juan Antonio de Santa Coloma, Esteban Villanueva, Olaguer Reynals y Francisco de Neira y Arellano. 
La detención en Patagones, especialmente tratándose de personas ilustres no implicaba en modo alguno reclusión, ni siquiera la exclusión de la vida social local, suponía en realidad un ostracismo garantizado por el aislamiento que proporcionaba el desierto por un lado y el mar por el otro.
Así, los pobladores, en su mayoría españoles nativos o criollos de índole conservadora se vieron influenciados por los detenidos que se consideraban víctimas de su lealtad a la corona, y cuando tuvieron noticias de la Revolución de Mayo de 1810 los sucesos fueron percibidos (correctamente) como un primer paso hacia la independencia y no tuvieron eco favorable.
La Primera Junta probablemente en conocimiento de ese sentir designó por un lado a un nuevo comandante de la plaza, nombrando a tales efectos al capitán de Dragones Francisco Xavier de Sancho con el cargo de Comandante Militar y Subdelegado de Hacienda de Patagones, y por otro dispuso varias medidas tendientes a favorecer a la localidad.
El 21 de julio de 1810, la Junta acordó a la población de Patagones el privilegio exclusivo de abastecer de sal a la ciudad de Buenos Aires y su provincia y por declaratoria del Cabildo de Buenos Aires y del Real Tribunal del Consulado de Buenos Aires fue habilitada para las operaciones comerciales como puerto menor, justificando esa medida en:

"el deseo de fomentar a aquellos vecinos y poner dicho establecimiento en el estado competente de prosperidad, dando a esos dominios del Rey el valor de que son capaces, sácándoles del estado miserable en que se hallan, sirviendo únicamente para erogaciones del erario, sin provecho de éste ni de aquel vecindario, meditando al mismo tiempo que el único medio es franquear aquel puerto al comercio".

El 9 de agosto el gobierno decretó que todos los barcos negreros arribasen a Patagones con preferencia al de la Ensenada de Barragán para la revisión sanitaria y posterior cuarentena.
Por otro lado, la Junta suspendió la figura del Ministro de Real Hacienda del Río Negro (el último de estos funcionarios fue Agustín Orta y Azamor), funcionario de la Comandancia de Patagones a quien los pobladores tenían la obligación de vender los frutos de sus cosechas
No obstante tales medidas fueron insuficientes y cuando en octubre de 1810 la Junta deportó a Patagones al coronel Faustino de Ansay, antiguo comandante general de Armas de Mendoza, a sus funcionarios Domingo de Torres y Arrieta y Joaquín Gómez de Liaño y a José Roque González, partidario del levantamiento de Liniers en Córdoba, los exiliados encontraron entre los vecinos, españoles y empecinados la simpatía y el apoyo necesario para concebir la posibilidad de una fuga exitosa.

## La Sublevación

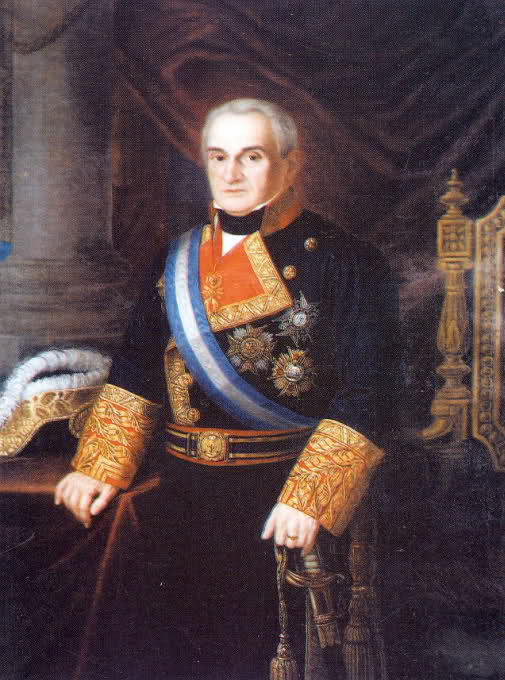
Gaspar de Vigodet.

Gradualmente se aseguraron por convencimiento o soborno la connivencia de la mayor parte de los treinta veteranos que constituían la guarnición y cultivaron una relación cordial con el ya anciano Francisco Xavier de Sancho. El 21 de abril de 1812 escondiendo puñales lo visitaron en la comandancia, y cuando Sancho los recibió como de costumbre pudieron reducirlo sin dificultad. Capturado su comandante, los pocos guardias no comprometidos en la revuelta se rindieron, con lo que Ansay se encontró en control de la plaza.
El primer objetivo fue establecer contacto con el gobernador de Montevideo, Gaspar de Vigodet, por lo que cuando se presentó en la rada el bergantín mercante Amazona procedente de Buenos Aires los rebeldes lo capturaron y embarcaron, pero al intentar la difícil salida del Río Negro fueron arrojados sobre la costa.

## La Captura delHiena
El 14 de mayo Ansay tuvo reportes de la presencia de un buque de guerra en la desembocadura del río. Suponiendo que se trataba de un navío de Buenos Aires, entonces gobernada por el Primer Triunvirato, los conjurados tomaron la decisión audaz de capturarlo.

### El contacto

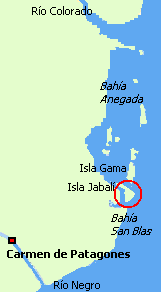
Carmen de Patagones y Bahía San Blas.

La primera medida fue disponer partidas de reconocimiento para batir el área cercana e indagar acerca del buque para lo cual salió rápidamente una expedición al mando de Torres y Liaño, mientras Ansay permanecía controlando la plaza. No encontrando ya al navío y suponiendo que se había dirigido al nordeste para guarecerse de los temporales invernales en la cercana bahía San Blas, José Roque González partió disfrazado de gaucho como explorador. 
El 16 de mayo avistó en la bahía al Bergantín Hiena (o Queche), la principal nave de la exigua flota revolucionaria, al mando del capitán Tomás Taylor.
Con toda calma, José Roque González se acercó a la playa y esperó hasta que Taylor envió un bote para llevarlo a cubierta. Persuadido el capitán de encontrarse sólo ante un campesino que buscaba unos bueyes perdidos le confió que había enviado días antes por tierra a su segundo, Tomás Fermín Jones, con instrucciones para el comandante Sancho. González le respondió que Sancho se encontraba enfermo e imposibilitado de moverse, y que no era factible ir a pie hasta Patagones atravesando el desierto por lo que su partida probablemente había muerto. Taylor se convenció hasta el punto de entregarle a González sus identificaciones y el encargo a Sancho de que de no poder asistir le remitiese un caballo, así como carne y leña que necesitaba con urgencia.
González volvió entonces a Patagones y el 18 de mayo entregaba a sus compañeros los pliegos, los detalles del buque, su tripulación y armamento, y la noticia de la partida de Jones, quien con los cuatro hombres que lo acompañaban fue pronto ubicado por las partidas de reconocimiento y trasladado a Patagones en similar engaño.

### El plan
Los sublevados resolvieron -aprovechando el engaño- intentar por un lado atraer a Taylor a una celada y por otro lograr el desembarco de la mayor cantidad posible de hombres de tropa del Hiena de manera de poder abordarlo. De fracasar la captura, intentarían destruirlo para lo cual contaban con el Amazona al que Ansay había agregado 6 carronadas de a 9 y una chalupa para 40 hombres.
A esos efectos hicieron que Sancho respondiese al oficio de Taylor indicando que no podía ir a su encuentro y que le enviaba el caballo solicitado, y el 22 partieron con el mensaje el sargento de guarnición Domingo Fernández y el vecino Pedro Crespo.
Taylor dejó al mando del Hiena a su tercero, el teniente Tomás Robinson, y marchó a Patagones con los enviados. En el río Negro salieron a recibirlo Torres y Liaño. Torres, fingiendo ser Sancho, recibió los pliegos del Triunvirato. Impuesto de las necesidades de suministros del buque, le manifestó a Taylor que no podrían proveerlos por tierra por carecer de caballada, pero que podría acercarlos utilizando la chalupa, lo que les daría una oportunidad de abordar. El capitán se negó por considerar que el acercamiento del bote sería en exceso lento y que una vez entregadas las instrucciones le urgía volver, mientras que solo la leña la precisaba con urgencia.
Los conjurados lo convencieron entonces de que la mejor opción era que dispusiera el desembarco de al menos cuarenta hombres con sus hachuelas de abordaje para cortar leña de los arbustos de piquillín, lo que con el auxilio de baqueanos que enviarían con dos carretillas, le permitiría zarpar en uno o dos días. Taylor entregó entonces a Crespo una orden firmada para Robinson en tal sentido, tras lo cual fue finalmente arrestado y conducido a Patagones.

### El asalto

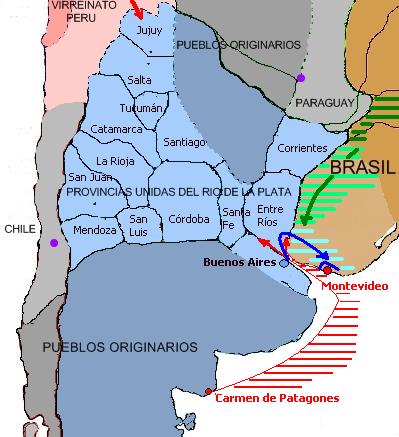
Mapa esquemático de la situación en mayo de 1812.

En la noche del 22 los realistas partieron de la estancia de Real, sobre la margen norte del río Negro y a unos veinte kilómetros al sudoeste de San Blas. Pese a lo dificultoso del terreno y al tiempo inclemente pudieron llegar al amanecer del día 23 de mayo. La mayor parte de las fuerzas se emboscó en los médanos al mando de Torres Arrieta, mientras que Liaño, Fernández y otros tres hombres se acercaron a la playa con una carretilla cargada de provisiones. Conducidos a bordo del Hiena, Liaño entregó a Robinson la carta de su capitán, pero por alguna razón el teniente desconfió de la situación y sólo autorizó el desembarco de 23 hombres.
Cuando estos desembarcaron, González salió a la playa con otros seis hombres y otra carretilla con comestibles y algunas reses en pie. Liaño solicitó a Robinson el envío a tierra de más hombres para faenar rápidamente el ganado. El objetivo era reducir al mínimo la guarnición del navío y que González con sus hombres con la excusa de transportar los víveres se sumaran a los que se encontraban a bordo, de manera que en un doble golpe de mano las tropas emboscadas capturaran a los desembarcados y los once del Hiena ocuparan el buque.
No obstante Robinson se negó a desembarcar más tripulantes, prefiriendo que se encargaran los mismos al siguiente día una vez proveída la leña, y envió un bote con uno de los acompañantes de Liaño a tierra. Este, imposibilitado de comunicarse y retenido de hecho en la sola compañía de Fernández y sus dos compañeros (apellidados Albornoz y Coca) hizo un nuevo intento desesperado y con el apoyo de los restantes oficiales de a bordo consiguió el aval de Robinson para hacer llegar una esquela a tierra ordenando el envío de aves de corral.
González recibió esa esquela y sabiendo leer entre líneas embarcó sin dudarlo con un soldado disfrazado de peón simulando aprovechar el regreso del bote para transportar víveres. Una vez reunidos en cubierta se situaron cerca de Robinson y el siguiente en el mando, el teniente Tomás Wilson, encargado de las tropas, y a una señal los atacaron a cuchillo, tras lo que acometieron a los restantes tripulantes que confiados y desarmados permanecían en cubierta forzándolos a retirarse hacia escotillas con el resto, en total cincuenta y seis, con lo que quedaron dueños de la cubierta. Armados ahora con sables de abordaje dominaban las escotillas por lo que los pocos tripulantes que, ya con sables, intentaban forzar el paso eran fácilmente dominados. Rápidamente se sumaron en un bote otros seis realistas con lo que consiguieron la rendición de los poco entusiastas defensores.

## Consecuencias
El hábil engaño y el audaz asalto, gracias también a la ingenuidad y falta de compromiso de las tropas adversarias (en su mayoría mercenarias) dejó seis muertos y doce heridos de arma blanca (incluyendo los oficiales Robinson y Wilson) y setenta y cuatro prisioneros, incluyendo a los dos primeros oficiales. Quedaban también en poder de los sublevados los pertrechos, las instrucciones oficiales, el mejor buque de los patriotas, los medios para contactar con Montevideo y el control de la Comandancia de Patagones. Todo sin bajas propias, siquiera heridos.
Domingo Fernández fue ascendido a capitán de dragones y designado a cargo de la comandancia mientras que el resto de los deportados, conduciendo prisioneros al comandante Sancho, al ministro Quesada, al capellán patriota José Acosta, al capitán Taylor y la oficialidad y tripulación que no se les había sumado, partieron en el Hiena a Montevideo, donde arribaron el 13 de junio y fueron recibidos con extraordinario entusiasmo.
Vigodet el mismo 24 de junio envió a la Mercurio con refuerzos para tomar posesión formal de la plaza. Asimismo, aprovechó la sorprendente victoria para con el envío de las noticias a la Infanta Doña Carlota de Borbón en la corte portuguesa reclamar la permanencia de las tropas de Souza, mientras que, simultáneamente, envió a Torres y a Liaño a España para informar de las buenas nuevas y solicitar urgentes refuerzos. 

En Buenos Aires la noticia, a la que oficialmente se restó relevancia respecto del futuro de la guerra, fortaleció a quienes denunciaban en particular la política de tolerancia como causante última del hecho al no haber dispuesto oportunamente la ejecución de los partícipes de la asonada de Mendoza de 1810, y en general la conducción incierta de la revolución por parte del Triunvirato.
La alegría en Montevideo no duró mucho. En agosto se hundió frente al puerto de Maldonado el navío Salvador, que conducía al primer Batallón de Albuera, de 500 plazas. El sitio de la ciudad por las fuerzas patriotas al mando de José Rondeau se profundizó y en diciembre las fuerzas de Vigodet fueron derrotadas en la Batalla de Cerrito. En cuanto a la marina revolucionaria, la historia desmintió las coplas de Algarate. Iniciada la Campaña Naval de 1814, en la Batalla de Martín García, librada en marzo de 1814, la nueva escuadra argentina al mando de Guillermo Brown venció a la española y ocupó la estratégica isla. Tras una nueva victoria republicana el 17 de mayo en el Combate naval del Buceo, el 23 de junio de 1814 de ese año la ciudad finalmente se rendía.
Respecto de la ahora aislada Carmen de Patagones, recién el 23 de diciembre de 1814 fue recuperada sin encontrar resistencia por una expedición de Buenos Aires al mando del capitán Oliver Russell.